# 胡尔钦毕力格
胡尔钦毕力格（1917年—1968年），男，蒙古族，乌兰察布盟西公旗（今内蒙古自治区乌拉特前旗）人。中华民国大陆时期及中华人民共和国政治人物。

## 生平
1942年，胡尔钦毕力格毕业于日本东京医学专门学校。1945年参加革命，1946年加入中国共产党。历任内蒙古自治运动联合会常委兼组织部副部长、卫生处长，内蒙古自治政府委员、卫生局局长，内蒙古自治区人民政府卫生部副部长兼内蒙古军区卫生部副部长，中央察蒙鼠疫防治部部长，内蒙古东部行署卫生厅厅长，内蒙古自治政府卫生部部长、内蒙古自治区卫生厅厅长，中共中央北方地方病防治领导小组办公室主任。内蒙古自治区人民政府委员，内蒙古自治区文化教育委员会委员，内蒙古科学技术普及协会委员会副主席、内蒙古自治区科学工作委员会副主任，中国科学院内蒙古分院副院长，内蒙古自治区科学工作委员会医学专家组组长，中华人民共和国卫生部医学科学委员会委员等职务。
1968年，胡尔钦毕力格逝世。